# سيزار هيريرا
سيزار هيريرا هو مجدف كوبي، ولد في 5 يناير 1955.

## وصلات خارجية
- سيزار هيريرا على موقع الاتحاد الدولي للتجديف (الإنجليزية)
- سيزار هيريرا على موقع أوليمبيديا (الإنجليزية)